# 저스틴 보어
저스틴 제임스 보어(영어: Justin James Bour, 1988년 5월 28일 ~ )는 미국의 전 야구 선수이자, 전 멕시칸 리그 디아블로스 로호스 델 멕시코의 내야수이다.

## 선수 시절

### 미국 프로야구 시절
2014년에 마이애미 말린스에 입단하였다.

### 일본 프로야구 시절
2020년에 한신 타이거스에 입단하였다.

### 미국 프로야구 복귀
2021년에 샌프란시스코 자이언츠에 입단하였다.

### 한국 프로야구 시절

#### LG 트윈스시절
2021년 6월 29일에 로베르토 라모스를 대체할 외국인 야수로 영입되었다.

### 멕시코 프로야구 시절
2022년에 디아블로스 로호스 델 멕시코에 입단하였다.